# Elezioni comunali in Lombardia del 1991
Le elezioni comunali in Lombardia del 1991 si tennero il 10-11 marzo, 12-13 maggio e il 24-25 novembre.

## Provincia di Brescia

### Brescia
| Partito                                                          | Partito                                     | Voti    | %     | Seggi | Differenza (%) | /       |
| ---------------------------------------------------------------- | ------------------------------------------- | ------- | ----- | ----- | -------------- | ------- |
|                                                                  | Lega Nord                                   | 34 482  | 24,40 | 14    | 3,34           | 3       |
|                                                                  | Democrazia Cristiana                        | 34 410  | 24,35 | 13    | 7,55           | 4       |
|                                                                  | Partito Socialista Italiano                 | 14 609  | 10,34 | 5     | 2,53           | 2       |
|                                                                  | Partito Democratico della Sinistra          | 13 377  | 9,47  | 5     | -              | 5       |
|                                                                  | Partito Repubblicano Italiano               | 7 842   | 5,55  | 3     | 1,92           | 1       |
|                                                                  | Rifondazione Comunista                      | 7 515   | 5,32  | 3     | -              | 3       |
|                                                                  | Lega Casalinghe-Pensionati                  | 7 047   | 4,99  | 2     | -              | 2       |
|                                                                  | Per Brescia                                 | 6 666   | 4,72  | 2     | -              | 2       |
|                                                                  | Movimento Sociale Italiano-Destra Nazionale | 5 287   | 3,74  | 2     | 1,11           | 1       |
|                                                                  | Partito Liberale Italiano                   | 4 733   | 3,35  | 1     | 1,44           | Stabile |
|                                                                  | Partito Socialista Democratico Italiano     | 2 274   | 1,61  | 0     | 0,07           | Stabile |
|                                                                  | Lista Pensionati                            | 1 966   | 1,39  | 0     | -              | -       |
|                                                                  | Pensionati Brescia                          | 1 108   | 0,78  | 0     | -              | -       |
| Totale                                                           | Totale                                      | 141 316 | 100   | 50    |                |         |
| Votanti                                                          | Votanti                                     | 147 511 | 89,32 |       |                |         |
| Elettori                                                         | Elettori                                    | 165 146 | 100   |       |                |         |
| Fonte: Archivio storico delle elezioni - Ministero dell'Interno. |                                             |         |       |       |                |         |